# I'm Your Baby Tonight
I'm Your Baby Tonight è il terzo album della cantante statunitense Whitney Houston, pubblicato il 6 novembre 1990. Ha venduto in tutto il mondo circa 15 milioni di copie.

## Tracce
1. I'm Your Baby Tonight - 5:00 – (Babyface, L.A. Reid)
2. My Name Is Not Susan – 4:40 – (Eric Foster White)
3. All the Man That I Need – 4:11 – (Michael Gore, Dean Pitchford)
4. Lover for Life – 4:49 – (Sam Dees)
5. Anymore – 4:23 – (Babyface, Reid)
6. Miracle – 5:42 – (Babyface, Reid)
7. I Belong to You – 5:31 – (Derek Bramble, Franne Golde)
8. Who Do You Love – 3:56 – (Hubert Eaves III, Luther Vandross)
9. We Didn't Know – 5:31 – (Stevie Wonder) - feat. Stevie Wonder
10. After We Make Love – 5:06 – (Gerry Goffin, Michael Masser)
11. I'm Knockin' – 4:58 – (Rhett Lawrence, Ricky Minor, Benjamin Winans)

## Singoli
- Takin' a Chance (solo in Giappone)
- I'm Your Baby Tonight
- All the Man That I Need
- My Name Is Not Susan
- I Belong to You
- Miracle
- We Didn't Know (con Stevie Wonder)